# Ирано-японские отношения
Ирано-японские отношения (перс. روابط ایران و ژاپن‎, яп. 日本とイランの関係) — дипломатические отношения между Ираном и Японией, которые были официально установлены в августе 1929 года. На протяжении всей истории, за исключением периода Второй мировой войны, обе страны поддерживают относительно дружественные, партнёрские взаимоотношения.
Согласно опросу Всемирной службы Би-би-си 2012 года только 4 % японцев положительно относятся к влиянию Ирана, а 52 % относятся отрицательно. Согласно опросу Pew Global Attitudes 2012 года 15 % японцев благожелательно относились к Ирану, в то время как 76 % относились неблагожелательно; 94 % японцев выступают против приобретения Ираном ядерного оружия, а 61 % одобряют «более жёсткие санкции» против Ирана. Примечательно, что только 40 % поддерживают применение военной силы для предотвращения разработки Ираном ядерного оружия, при этом 49 % японцев не против Ирана, вооружённого ядерным оружием. Этот процент выше, чем для любой другой страны, участвовавшей в опросе, включая Китай, Россию и любую страну исламского мира.

## История
Иран и Япония, как известно, имели прямые торговые связи начиная, по крайней мере, с 7—го века. По утверждению японских учёных исследования куска дерева, впервые обнаруженного в 1960-х годах, могут свидетельствовать о более широких связях. Инфракрасное изображение выявило знаки на дереве (наиболее распространенная поверхность для письма в Японии до бумаги), которые ранее невозможно было прочитать, обозначающие персидского чиновника, живущего в стране. В Японии, также как и в Корее, существует сильное культурное влияние Персидского языка.
В 1878 году посол Японии в России Эномото Такэаки был принят персидским правителем Насер ад-Дин Шахом во время официальной встречи в Санкт-Петербурге. Однако официальные дипломатические отношения были установлены только в 1929 году. В 1939 году был подписан договор о дружбе, и тёплые отношения между Ираном и Японией поддерживались во время Второй мировой войны до 1942 года, когда союзники вторглись в Персию. Официальные дипломатические отношения были восстановлены в 1953 году после подписания Сан-Францисского мирного договора.
В 1974 году Иран и Япония подписали соглашение о безвизовом режиме, но оно было расторгнуто в апреле 1992 года из-за массовой нелегальной миграции иранцев в Японию, последовавшей за революцией в Иране. Иран и Япония сотрудничают также по вопросам региональной внешней политики на Среднем Востоке, таким как восстановление Афганистана и Израильско-Палестинский конфликт. С 2004 года Япония работает над разработкой крупнейшего в Иране месторождения нефти на суше, расположенного в Азадегане.
В октябре 2000 года президент Ирана Мохаммад Хатами совершил государственный визит в Японию.

## Торговые отношения
Японская внешняя политика и инвестиции по отношению к Ирану исторически продиктованы желанием обеспечить надёжные поставки энергии; Иран является третьим по величине поставщиком нефти в Японию после Саудовской Аравии и Объединённых Арабских Эмиратов.
Торговый баланс между Ираном и Японией сильно смещён в пользу Ирана. Япония экспортирует автомобили и электротехническую продукцию, а импортирует нефть и нефтехимическую продукцию. По состоянию на 2010 год Япония сотрудничает с Ираном по нескольким крупным проектам. Годовой торговый оборот между двумя странами превышает 11 миллиардов долларов США.